# Stubbs (kocour)
Pan Stubbs byl kocour žijící na Aljašce v městečku Talkeetna. Proslavil se jako demokraticky zvolený tamní starosta.
Pan Stubbs patřil Lauře Stecové, majitelce malého obchodu ve městě, která ho v roce 1997 našla v krabici na parkovišti společně s jeho sourozenci. Laura si vzala právě jeho, protože vypadal nejslabší a byl nejmenší. Navíc neměl ocas. Za krátkou dobu se stal ve městě oblíbeným kocourem a turisty často vyhledávanou atrakcí. Když v roce 1997 proběhly volby, pouze málo lidí chtělo hlasovat pro možné kandidáty na starostu. Někteří lidé napsali jako formu protestu na lísteček pana Stubbse, protože s nikým nebude mít konflikt a nebude zvedat daně. Nakonec se ukázalo, že Stubbs získal největší počet hlasů. Díky Stubbsovi obchody ve městě během jeho úřadování jen vzkvétaly. Podle necelých 1000 obyvatel v městečku toho žádný jiný starosta pro obecní kasu tolik neudělal. Stubbs byl starostou 20 let, až do své smrti v roce 2017.

## Život
Pan Stubbs se narodil 12. dubna 1997 v Talkeetně na Aljašce. Nalezen byl Lauri Stecovou v krabici nechtěných koťat na jejím parkovišti. Vybrala si to nejmenší a dala mu jméno Stubbs. Kocour vyrůstal a celý život žil právě v tomto městě. Vždy ve čtyři hodiny odpoledne přišel do krámku jeho majitelky na "kočičí drink", který pil ze sklenky na víno.
V srpnu 2013 Stubbse napadl velký pes. Přežil, ale útočník mu zlomil pár drobných kostí a prokousl plíci. Byl okamžitě převezen na veterinu, která byla vzdálená 113 km (70 mil). Musel zde strávit 9 dní, než byl propuštěn.
V roce 2016 se po celých USA rozšířila falešná zpráva o Stubbsově smrti. Stubbs zemřel 21. července 2017 ve spánku v noci ze čtvrtka na pátek přirozenou smrtí.

## Nástupce
Pan Stubbs neměl žádné potomky. Jako nástupce starosty se největší naděje dávají Denalimu, Stubbsovu bratrovi.